# Buzuluk
Buzuluk (rusky Бузулу́к) je město v západní části Orenburské oblasti v Rusku. Ve městě žije přibližně 88 tisíc obyvatel.
Pro moderní československé dějiny je místo významné tím, že právě zde v roce 1943 vznikl 1. československý armádní sbor pod velením Ludvíka Svobody; odsud byl vyslán na Východní frontu a zapojil se do bojových operací ve druhé světové válce.

## Geografie
Město se nachází na řece Samara a jejím přítoku Buzuluk zhruba na půl cesty mezi hlavním městem oblasti Orenburg a metropolí Samara jihozápadně od výběžku pohoří Ural. Vzdálenost do hlavního města oblasti Orenburgu činí 246 kilometrů a nejblíže položeným městem je město Soročinsk, které je vzdálené 70 kilometrů.
Zhruba 15 kilometrů severně od města se nachází Buzulucký les (rusky Бузулукский бор), jehož rozloha má více než 1000 km². Tato rozlehlá lesní oblast byla v lednu roku 2008 prohlášena za národní park.

## Historie

### Do 20. století
Město Buzuluk bylo založeno roku 1736 jako síť deseti pevností na řece Samaře poblíž pramene řeky Buzuluku. Název města Buzuluk pochází z turečtiny jako název oblasti. Avšak existuje více verzí o původu jména města.
Během Pugačovova povstání vtrhli vzbouřenci do pevnosti a pevnost tak později začala postrádat jakýkoliv větší význam. Později se síť pevností pozvolně vyvinula v běžné město. Oficiálně se obec stala městem za reforem Kateřiny Veliké, které povýšily obec na město v roce 1781.
Rychlý vývoj města zajistil výstavbu železnice mezi hlavním městem oblasti Orenburgem a metropolí Samarou. Město Buzuluk se tak stalo zastávkou na této trati v roce 1877. Tehdy vznikla ve městě i první elektrárna, školy, knihovny a začala tak výstavba další infrastruktury. Díky nynější příznivé dopravní situaci ve městě se začal silně vyvíjet obchod s obilím. Od konce 19. století až do roku 1926 vzrostl počet obyvatel téměř dvojnásobně.

### 1. československý samostatný polní prapor
Během druhé světové války posloužil Buzuluk jako základna pro 1. československý samostatný polní prapor, který byl sestaven a vyzbrojen pod velením pplk. Ludvíka Svobody a bojoval po boku Rudé armády proti německým jednotkám, když bylo Československo okupováno.

### Test jaderné bomby
14. září 1954 byla v blízkém okolí města testována jaderná bomba o síle 40 kilotun bez předchozího varování a evakuace civilistů – mnoho z nich sovětský jaderný test zastihl přímo na ulici. Evakuovány byly jen rodiny přítomných vojáků. Svědci výbuchu i jejich potomci se i ve třetím pokolení potýkají se zdravotními problémy. Přípravu, která probíhala od roku 1949, schvalovali nejčelnější představitelé Sovětského svazu (Nikolaj Alexandrovič Bulganin, Lazar Kaganovič, Lavrentij Pavlovič Berija, Georgij Maximilianovič Malenkov, Vjačeslav Michajlovič Molotov). Velením akce byl pověřen maršál Georgij Konstantinovič Žukov.

## Hospodářství a doprava
Hospodářský život města tvoří hlavně těžba ropy v oblasti a její zpracování a dále pěstování obilí a lehký průmysl. Buzuluk vděčí své dopraví situaci hlavně díky dálkové silnici M5, která spojuje města Orenburg a Samara a dále také díky železniční trati Samara–Orenburg.

## Významné osobnosti narozené v Buzuluku
- Dmitrij Dobroskok (* 1984), ruský skokan do vody
- Alexandr Iljič Jegorov (1883–1939), sovětský maršál